# Центральный район (Братск)

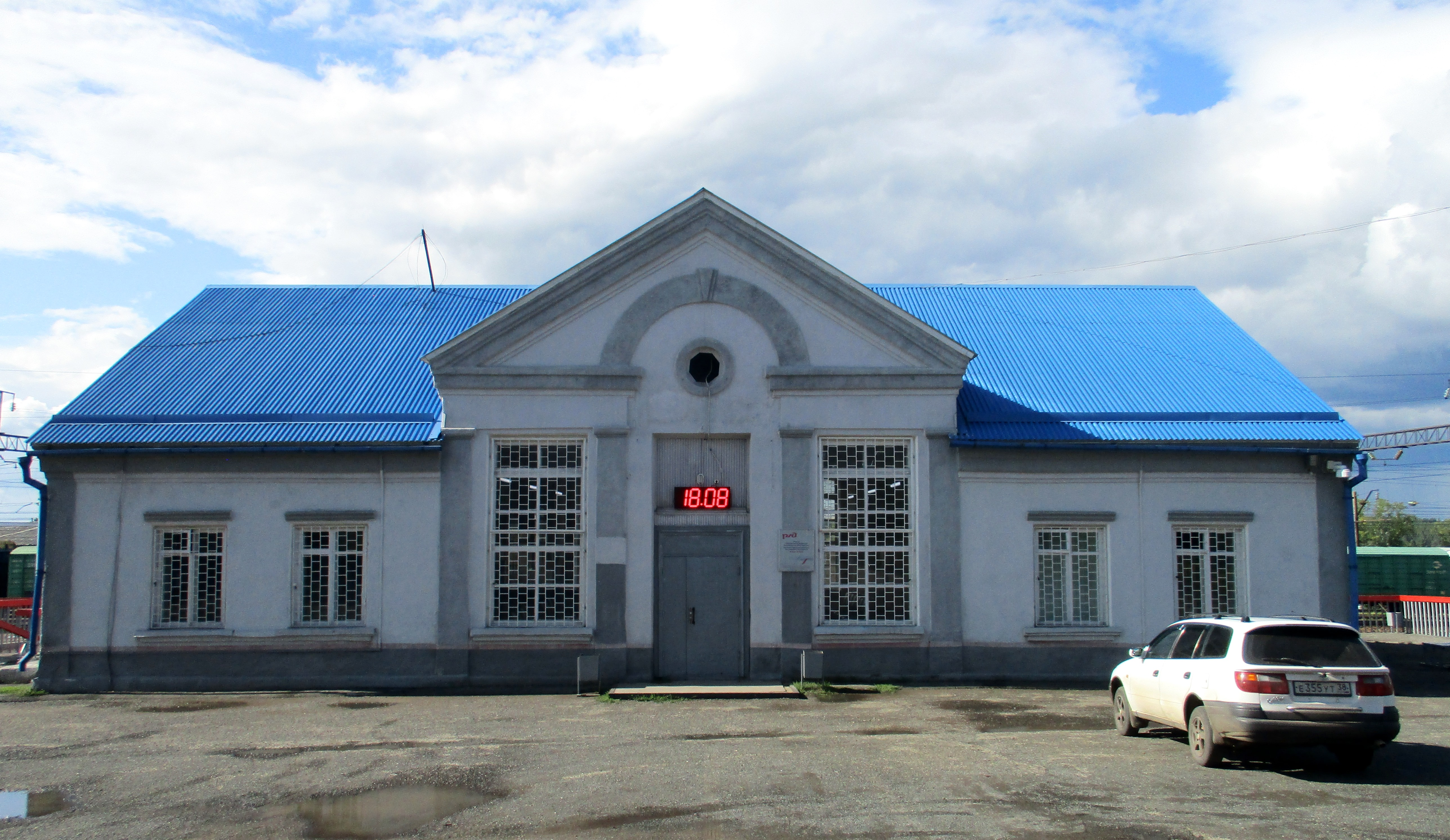
Железнодорожная станция «Анзёби»

Центральный райо́н — один из трёх внутригородских районов города Братска. Образован в 1980 году.

## География
Расположен на левом побережье реки Ангара (Братское водохранилище), в юго-западной части города. 
Граничит с Падунским районом Братска на севере.

## Население
| 2002     | 2009     | 2010     | 2011     | 2012     | 2013     | 2014     |
| -------- | -------- | -------- | -------- | -------- | -------- | -------- |
| 159 669  | ↘154 836 | ↘151 564 | ↘151 244 | ↘149 244 | ↘147 845 | ↘146 600 |
| 2015     | 2016     | 2017     | 2018     | 2019     | 2020     | 2021     |
| ↘145 050 | ↘144 699 | ↘143 180 | ↘141 620 | ↘140 054 | ↘139 156 | ↘137 953 |

## Микрорайоны
Район включает в себя микрорайоны (бывшие посёлки): Центральный, Бикей, Порожский, Сосновый, Стениха, Новая Стениха, Чекановский.
Территориально выделяются жилые районы (из 143180 жителей в 2017 году): ж.р. Центральный — 137018 чел., ж/р Порожский — 5736 чел., ж/р Чекановский — 156 чел., ж/р Стениха — 270 чел.

## История
20 октября 1980 года Указом Президиума Верховного Совета РСФСР в городе Братске был выделен Центральный район.